# Лютер: Павшее солнце
 «Лютер: Павшее солнце»  (англ. Luther: The Fallen Sun) — криминальный детектив режиссёра Джэми Пэйна по сценарию Нила Кросса, служит продолжением одноимённого сериала.

## Сюжет
Преуспевающий трейдер и серийный убийца Дэвид Роби шантажирует и похищает молодого уборщика Каллума Олдрича. Старший инспектор Джон Лютер берётся за это дело и обещает матери Каллума, Коррин, найти её сына.

## В ролях
- Идрис Эльба — Джон Лютер, бывший старший инспектор лондонской полиции.
- Синтия Эриво — Одетт Рейн, старший инспектор лондонской полиции, глава отдела тяжёлых и серийных преступлений.
- Дермот Краули — Мартин Шенк, бывший глава отдела тяжёлых и серийных преступлений, а также бывший начальник Джона Лютера.
- Энди Серкис — Дэвид Роби, миллионер-психопат, серийный убийца.

## Производство и премьера
В сентябре 2021 года стало известно, что актёр Энди Серкис сыграет в фильме «Лютер», а Нил Кросс напишет сценарий. Также стало известно, что Джэми Пейн выступит режиссёром, а Идрис Эльба вернётся в роли Лютера. 24 февраля 2023 года фильм в кинотеатрах, а затем с 10 марта появился на стриминговом сервисе Netflix.